# Barfleur
Barfleur é uma comuna francesa na região administrativa da Normandia, no departamento da Mancha. Estende-se por uma área de 0,6 km². Em 2010 a comuna tinha 572 habitantes (densidade: 953,3 hab./km²).
Pertence à rede das As mais belas aldeias de França.